# Maleklī
Maleklī (persiska: مَلِكلو, ملکلی, Maleklū) är en ort i Iran.   Den ligger i provinsen Västazarbaijan, i den nordvästra delen av landet, 700 km nordväst om huvudstaden Teheran. Maleklī ligger 1 656 meter över havet och antalet invånare är 211.
Terrängen runt Maleklī är huvudsakligen kuperad, men åt sydost är den platt. Runt Maleklī är det ganska glesbefolkat, med 48 invånare per kvadratkilometer. Närmaste större samhälle är Bāsh Kahrīz, 10,0 km nordost om Maleklī. Trakten runt Maleklī består i huvudsak av gräsmarker.